# Vokány
Vokány è un comune dell'Ungheria di 899 abitanti (dati 2008) situato nella contea di Baranya, regione Transdanubio Meridionale